# Кубок мира по волейболу среди женщин 1973
Первый розыгрыш Кубка мира по волейболу среди женщин прошёл с 19 по 28 октября 1973 года в трёх городах Уругвая (Монтевидео, Ривере и Мерседесе) с участием 10 национальных сборных команд. Обладателем Кубка стала сборная СССР.

## Команды-участницы
Уругвай — страна-организатор;
СССР — чемпион Европы 1971;
Куба, Канада, США — по итогам чемпионата Северной, Центральной Америки и Карибского бассейна 1973;
Перу, Бразилия — по итогам чемпионата Южной Америки 1973;
Япония, Южная Корея, Аргентина — по приглашению ФИВБ.

## Система проведения
10 команд-участниц на первом этапе были разбиты на две группы. 4 команды (по две лучшие из каждой группы) вышли в плей-офф, где разыграли места с 1-го по 4-е. Итоговые 5—8-е места также по системе плей-офф разыграли команды, занявшие в группах первого этапа 3—4-е места.

## Первый этап

### Группа А
| М | Команда   | 1   | 2   | 3   | 4   | 5   | И | В | П | С/П  | О |
| - | --------- | --- | --- | --- | --- | --- | - | - | - | ---- | - |
| 1 | Япония    |     | 3:0 | 3:0 | 3:0 | 3:0 | 4 | 4 | 0 | 12:0 | 8 |
| 2 | Перу      | 0:3 |     | 3:1 | 3:0 | 3:0 | 4 | 3 | 1 | 9:4  | 7 |
| 3 | Канада    | 0:3 | 1:3 |     | 3:0 | 3:0 | 4 | 2 | 2 | 7:6  | 6 |
| 4 | Аргентина | 0:3 | 0:3 | 0:3 |     | 3:0 | 4 | 1 | 3 | 3:9  | 5 |
| 5 | Уругвай   | 0:3 | 0:3 | 0:3 | 0:3 |     | 4 | 0 | 4 | 0:12 | 4 |

19 октября: Япония — Уругвай 3:0 (15:0, 15:1, 15:1); Перу — Канада 3:1 (13:15, 15:4, 15:8, 16:14).
20 октября: Япония — Аргентина 3:0 (15:2, 15:1, 15:2); Канада — Уругвай 3:0 (15:2, 15:5, 15:3).
21 октября: Канада — Аргентина 3:0 (15:3, 15:1, 15:7); Перу — Уругвай 3:0 (15:10, 15:0, 15:2).
22 октября: Перу — Аргентина 3:0 (15:0, 15:3, 15:4); Япония — Канада 3:0.
23 октября: Япония — Перу 3:0 (15:8, 15:6, 15:3); Аргентина — Уругвай 3:0 (15:8, 15:12, 15:5).

### Группа В
| М | Команда     | 1   | 2   | 3   | 4   | 5   | И | В | П | С/П  | О |
| - | ----------- | --- | --- | --- | --- | --- | - | - | - | ---- | - |
| 1 | СССР        |     | 3:0 | 3:0 | 3:0 | 3:0 | 4 | 4 | 0 | 12:0 | 8 |
| 2 | Южная Корея | 0:3 |     | 3:0 | 3:0 | 3:0 | 4 | 3 | 1 | 9:3  | 7 |
| 3 | Куба        | 0:3 | 0:3 |     | 3:0 | 3:0 | 4 | 2 | 2 | 6:6  | 6 |
| 4 | США         | 0:3 | 0:3 | 0:3 |     | 3:0 | 4 | 1 | 3 | 3:9  | 5 |
| 5 | Бразилия    | 0:3 | 0:3 | 0:3 | 0:3 |     | 4 | 0 | 4 | 0:12 | 4 |

19 октября: СССР — США 3:0 (15:3, 15:3, 15:6); Куба — Бразилия 3:0 (15:11, 15:3, 15:7).
20 октября: СССР — Бразилия 3:0 (15:1, 15:2, 15:0); Южная Корея — США 3:0 (15:6, 15:8, 15:2).
21 октября: СССР — Куба 3:0 (15:3, 15:4, 15:10); Южная Корея — Бразилия 3:0 (15:6, 15:1, 15:5).
22 октября: Южная Корея — Куба 3:0 (15:7, 15:3, 15:6); США — Бразилия 3:0 (15:0, 15:12, 15:9).
23 октября: Куба — США 3:0 (17:15, 15:2, 16:14); СССР — Южная Корея 3:0.

## Плей-офф
Монтевидео

### Полуфинал за 1—4 места
25 октября. Япония — Южная Корея 3:2 (15:9, 8:15, 15:7, 11:15, 15:9)
26 октября. СССР — Перу 3:0 (15:6, 15:11, 15:10)

### Полуфинал за 5—8 места
26 октября
Куба — Аргентина 3:1
США — Канада 3:1

### Матч за 9-е место
27 октября
Бразилия — Уругвай 3:1 (15:5, 15:5, 14:16, 15:2)

### Матч за 7-е место
28 октября
Канада — Аргентина 3:0 (15:7, 15:7, 15:10)

### Матч за 5-е место
27 октября
Куба — США 3:1 (16:18, 15:1, 15:8, 15:6)

### Матч за 3-е место
27 октября
Южная Корея — Перу 3:0 (15:12, 15:13, 15:3)

### Финал
28 октября
СССР — Япония 3:0 (15:5, 15:9, 15:11)

## Итоги

### Положение команд
| СССР         |
| Япония       |
| Южная Корея  |
| 4. Перу      |
| 5. Куба      |
| 6. США       |
| 7. Канада    |
| 8. Аргентина |
| 9. Бразилия  |
| 10. Уругвай  |

### Призёры
СССР: Инна Рыскаль, Роза Салихова, Нина Смолеева, Татьяна Третьякова, Вера Дуюнова, Лариса Берген, Людмила Щетинина, Татьяна Гонобоблева, Людмила Борозна, Наталья Ерёмина, Людмила Чернышёва, Евгения Кузина. Главный тренер — Гиви Ахвледиани.
  Япония.
  Южная Корея: Со Хён Сук, Ю Чжон Хе, Ю Гён Хва, Чхве Ын Хи, Чжо Хи Чжун, Ким Ми Бон, Чжон Сун Ок, Ким Ён Чжа, Ли Гён А, Ли Гён Сук, Чхве Сук. Главный тренер — Пак Ман Бок.

### Индивидуальные призы
MVP:  Чо Хе Чжон